# Deliathis parincana
Deliathis parincana là một loài bọ cánh cứng trong họ Cerambycidae.